# جربیل‌های پاپشمی
جربیل‌های پاپشمی (نام علمی: Gerbillurus) نام یک سرده از زیرخانواده جربیل است.